# Pourpoint (Rüstung)
Der Pourpoint ist eine gesteppte mittelalterliche Jacke aus Europa. Im Französischen bezeichnet Pourpoint zudem ein gestepptes Wams der Frühen Neuzeit.

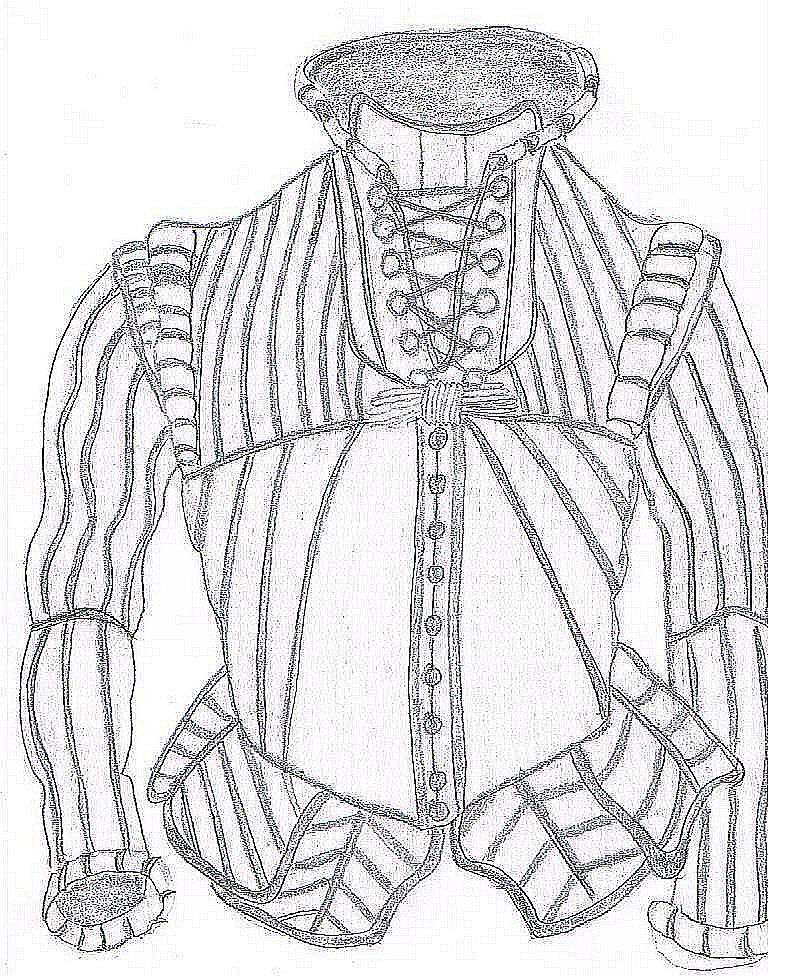
Frühneuzeitliches Steppwams, Zeichnung nach einem Original im Metropolitan Museum of Art

## Beschreibung
Als Pourpoint bezeichnet die deutschsprachige Kostümkunde ein jackenartiges, gestepptes Kleidungsstück aus der Männermode des späten 14. Jahrhunderts. Im Französischen wird der Begriff Pourpoint zudem für gesteppte Männerwämser des 16. und 17. Jahrhunderts verwendet. Für diese frühneuzeitlichen Wämser hat sich der Begriff Pourpoint im Deutschen nicht etabliert, es ist meist vom Wams oder Steppwams die Rede.
Beim mittelalterlichen Pourpoint handelt es sich um ein eng anliegendes, tailliertes Wams mit gewölbter Brust, welches mittels eingesteppter Wattierungen die gotische Idealform des männlichen Oberkörpers (schmale Taille, gewölbte Brust) erzeugen soll. Die Ärmel liegen meist eng an oder sind beutelförmig. Am unteren Bereich des Pourpoints konnten häufig die Hosen (in der Kostümkunde als Beinlinge bezeichnet) angenestelt werden. Oftmals scheinen wertvolle Materialien, etwa Seidenlampas, als Oberstoff verwendet worden zu sein. Der komplizierte Zuschnitt aus zahlreichen Einzelteilen setzte die Arbeit eines Spezialisten voraus. Im 14. Jhd. entstand in Frankreich beispielsweise der Beruf des Pourpointiers. Die Kostümkunde vermutet eine Entstehung des Pourpoints aus dem militärischen Rüstwams. An verschiedenen Stellen wird auch der Pourpoint selbst als Textilpanzer angesprochen. Die Wattierung des Pourpoints diente jedoch wahrscheinlich einzig der Erzielung der modischen idealform, sodass das Kleidungsstück nicht mit ähnlichen Militärwämsern wie dem Gambeson (teilweise auch als Jupon bezeichnet) zu verwechseln ist.
Auch die Steppwämser des 16. und 17. Jahrhunderts verwendeten die Fertigungsweise der Wattierung und der Steppnähte, um eine modische Idealform des männlichen Oberkörpers zu erreichen. Hierzu zählt beispielsweise die Ausformung des sogenannten Gamsbauches im späten 16. Jahrhundert. Wo zuvor Puffärmel und Pluderhosen das Erscheinungsbild geprägt hatten, etablierte sich nun eine Mode mit stark ausgepolsterten Bäuchen und Schultern. Aus funktionellen Gründen wurden auch Rüstwämser (d. h. unter dem Harnisch getragene Wämser) und Fechtwämser in Stepparbeit gefertigt. Der mittelalterliche und der frühneuzeitliche Pourpoint überschneiden sich in ihrer Herstellungsweise, ihre Form ist jedoch grundlegend verschieden.

## Pourpoint des Charles de Blois
Im Musée des Tissus in Lyon befindet sich der vermutlich einzige erhaltene mittelalterliche Pourpoint. Dieser wurde bis zur französischen Revolution in der Kathedrale von Angers aufbewahrt. Angeblich gehörte der Pourpoint dem 1364 in der Schlacht von Auray getöteten Charles de Blois.
Der Oberstoff des gesteppten Kleidungsstückes besteht aus einem tatarischen Lampas mit eingewirkten Goldfäden. Der Lampas ist mit Adlern und Löwen dekoriert. Das Füllmaterial besteht aus Baumwolle. Die Konstruktion aus siebenundzwanzig Einzelteilen setzte einen erfahrenen Schneider voraus. Dem Verschluss diente eine auf der Vorderseite angebrachte Knopfleiste aus zweiunddreißig Knöpfen. Die Ärmel sind als Grande Assiettes mit weit ausgeschnittenen Armkugeln angesetzt. Auch die eng anliegenden Unterarme verfügen über Knopfleisten. Im Inneren des Pourpoints sind Nestellöcher zum Anbringen der Beinlinge erhalten.